# Zamarada tomensis
Zamarada tomensis is een vlinder uit de familie spanners (Geometridae). De wetenschappelijke naam van deze soort is voor het eerst geldig gepubliceerd in 2005 door Pierre-Baltus.
De soort komt voor in tropisch Afrika.